# Kärrhökar
Kärrhökar (Circus) är ett släkte som består av ett tjugotal taxa av smäckra rovfåglar med smala långa vingar och lång stjärt. Könen har hos alla dessa arter mycket olika fjäderdräkter och ungfåglarna påminner mest om honorna. De jagar lågt över marken och glidflyger vingligt med grunt V-ställda vingar. Man ser dem sällan nyttja termik för att segelflyga. De placerar sina bon på marken i tät vegetation eller i anslutning till myrmark.

## Blåhökar
Ibland använder man samlingsnamnet "blåhökar" för de fyra arterna stäpphök och ängshök, blå kärrhök och amerikansk kärrhök. De tre första kan uppträda i samma områden och kan i flera dräkter vara mycket svåra att artskilja ifrån varandra. Ofta kräver det att man observerar en mängd karaktärer för att säkert kunna artbestämma en individ.

## Taxonomi
Tidigare betraktades kärrhökarna som en del av underfamiljen Circinae tillsammans med klätterhökar (Polyboroides) och tranvråk (Geranospiza caerulescens). DNA-studier indikerar att dessa inte alls är nära släktingar. Tranvråken är istället nära släkt med vråkarna medan klätterhökarna står närmast smutsgam, lammgam och palmgam. Kärrhökarna har å sin sida visat sig vara mycket nära släkt med det stora höksläktet Accipiter.

### Arter i släktetCircus
Listan nedan följer AviList:
- Fläckig kärrhök (Circus assimilis)
- Stäpphök (Circus macrourus)
- Svart kärrhök (Circus maurus)
- Blå kärrhök (Circus cyaneus)
- Amerikansk kärrhök (Circus hudsonius)
- Grå kärrhök (Circus cinereus)
- Långvingad kärrhök (Circus buffoni)
- Ängshök (Circus pygargus)
- Svartvit kärrhök (Circus melanoleucos)
- Grodkärrhök (Circus ranivorus)
- Brun kärrhök (Circus aeruginosus)
- Réunionkärrhök (Circus maillardi)
- Madagaskarkärrhök (Circus macrosceles)
- Australisk kärrhök (Circus approximans)
- Brokig kärrhök (Circus spilonotus)
- Papuakärrhök (Circus spilothorax)

Två arter som dog ut under holocen erkänns också:
- Hawaiikärrhök (Circus dossenus)
- Nyazeelandkärrhök (Circus eylesi)